# Amtsgericht Saalfeld
Das Amtsgericht Saalfeld war ein preußisches Amtsgericht mit Sitz in Saalfeld, Ostpreußen.

## Geschichte
Das königlich preußische Amtsgericht Saalfeld wurde mit Wirkung zum 1. Oktober 1879 als eines von zehn Amtsgerichten im Bezirk des Landgerichtes Braunsberg im Bezirk des Oberlandesgerichtes Königsberg gebildet. Der Sitz des Gerichtes war Saalfeld. Aufgehoben wurde die Gerichtskommission Saalfeld beim Kreisgericht Mohrungen. Sein Gerichtsbezirk umfasste aus dem Kreis Mohrungen den Stadtbezirk Saalfeld und die Amtsbezirke Arnsdorf, Auer, Bauditten, Altchristburg, Forst Altchristburg, Dittersdorf, Gerswalde, Hanswalde, Jäskendorf, Karnitten, Koschainen, Kuppen, Liebwalde, Maldeuten, Preußisch-Mark, Miswalde, Münsterberg, Prökelwitz, Sassen, Terpen, Weepers und Weinsdorf. Am Gericht bestanden 1888 zwei Richterstellen. Das Amtsgericht war damit ein großes Amtsgericht im Landgerichtsbezirk.
Im Jahre 1945 wurden der Amtsgerichtsbezirk unter polnische Verwaltung gestellt und die deutschen Einwohner vertrieben. Damit endete auch die Geschichte des Amtsgerichtes Saalfeld.